# Natalie Rooney
Natalie Rooney (ur. 1 czerwca 1988 r. w Timaru) – nowozelandzka strzelczyni specjalizująca się w trapie, srebrna medalistka olimpijska z Rio de Janeiro.

## Igrzyska olimpijskie
Na igrzyskach zadebiutowała na igrzyskach w 2016 roku w Rio de Janeiro. Zdobyła srebrny medal w trapie, przegrywając w finale z Australijką Catheriną Skinner. Był to drugi w historii igrzysk olimpijskich medal zdobyty przez reprezentanta Nowej Zelandii w strzelectwie.
| Igrzyska | Miejscowość    | Konkurencja | Kwalifikacje | Kwalifikacje | Półfinał | Półfinał | Finał | Finał   |
| Igrzyska | Miejscowość    | Konkurencja | Wynik        | Pozycja      | Wynik    | Pozycja  | Wynik | Pozycja |
| -------- | -------------- | ----------- | ------------ | ------------ | -------- | -------- | ----- | ------- |
| IO 2016  | Rio de Janeiro | Trap        | 68           | 4. Q         | 13       | 2. Q     | 11    | srebro  |